# 王乔 (主持人)
王乔（1985年5月8日—），生於齐齐哈尔，湖南经视男主持人。毕业于齐齐哈尔高等师范专科学校体育教育专业，以前做过酒吧驻唱歌手和娱乐主持。2005年，他和杜海涛、吴昕一起参加《闪亮新主播》比赛而进入观众眼中，而后主持了《花儿朵朵》、《快乐男声》、《8090》等节目；在第一季的《我是歌手》中，担任歌手陈明的经纪人。第二季担任罗琦及滿文军的经纪人。第三季担任古巨基的经纪人。第四季担任蘇運瑩的經紀人。歌手2017担任彭佳慧的音樂合夥人。歌手2018担任李泉的音樂合夥人。歌手2019担任张芯的音樂合夥人。

## 演出紀錄

### 主持人
先后主持了《花儿朵朵》、《快乐男声》、《8090》等节目。
在《我是歌手第一季》中，担任歌手陈明的经纪人。
在《我是歌手第二季》中，担任罗琦及滿文军的经纪人。
在《我是歌手第三季》中，担任古巨基的经纪人。
在《我是歌手第四季》中，担任蘇運瑩的经纪人。
在《歌手2017》中,  担任彭佳慧的音樂合夥人。                                        
在《歌手2018》中,  担任李泉的音樂合夥人。
在《歌手2019》中,  担任张芯的音樂合夥人。        
在《歌手·當打之年》中,  担任袁婭維的音樂合夥人。    